# Krimskrams

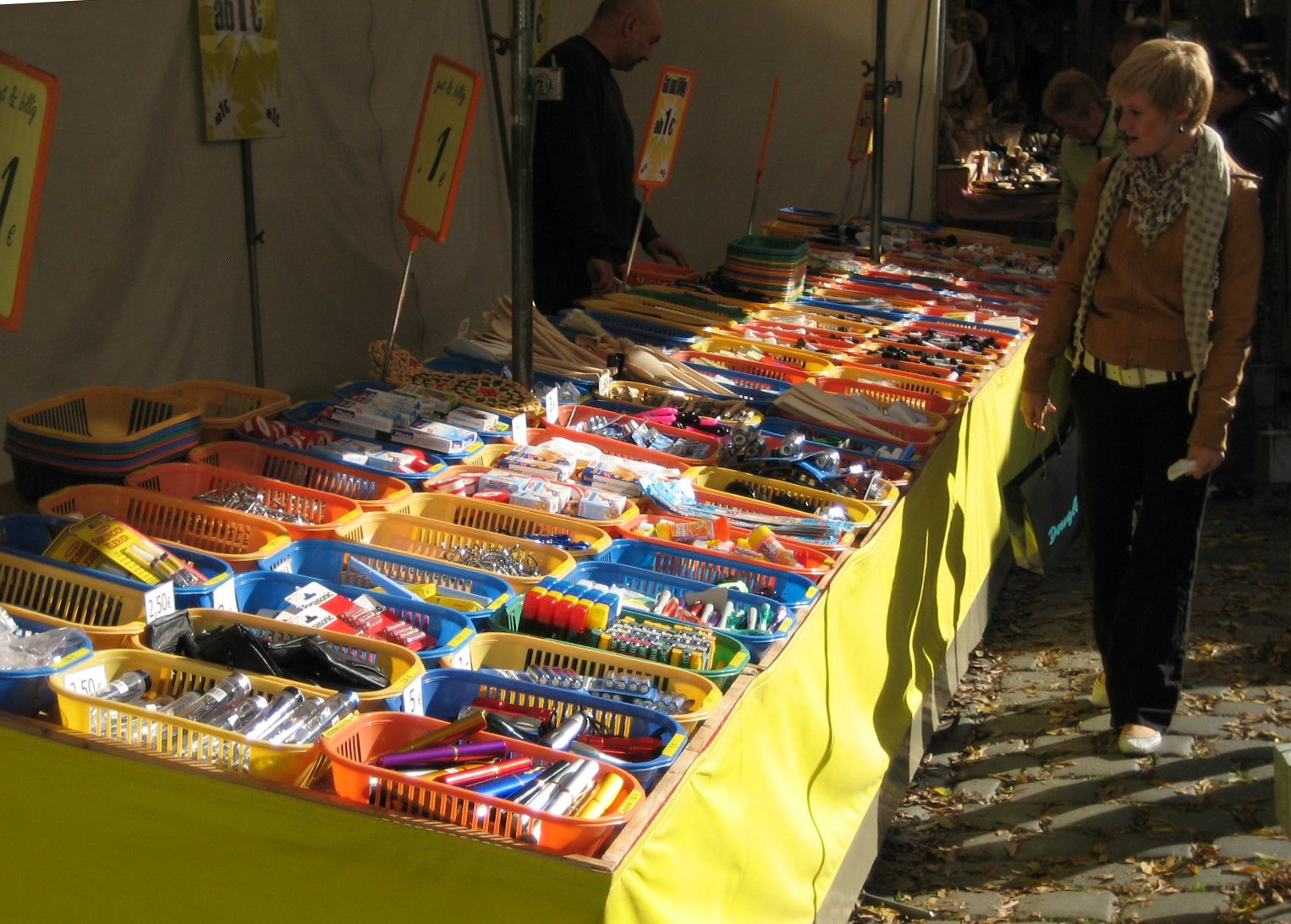
Krimskrams auf Wochenmarkt

Mit Krimskrams (seltener auch Krimmskramms) wird eine Menge wertloser Kleinigkeiten, Kram, Kramuri (österr.) auch Gerümpel oder Ramsch bezeichnet. Eine andere Bezeichnung ist Klimbim. Das Wort kann auch alberne Meinungen und verworrene Reden bezeichnen. Krimskrams ist auch ein Ersatzwort für etwas, an dessen genaue Bezeichnung man sich gerade nicht erinnert.

## Etymologie
Der Krimskrams ist ein unzählbares Wort und eine jüngere, norddeutsche Nebenform zu Kribbeskrabbes oder kurz Kribskrabs, das eine ablautende Klangformel ist, um ein Durcheinander zu bezeichnen, und schon im 16. Jahrhundert vorkommt. Es wurde vielleicht beeinflusst von krimmeln (nur in der Form „krimmeln und wimmeln“ verwendet) und Kram. In Bremen existiert die Form Krimskrâm und in Pommern Krimkram.
Der Ausdruck kommt auch im Dänischen vor und bezeichnet dort Gerümpel, Plunder und auch Kritzeleien (wie eine der Bedeutungen von Kribbeskrabbes im Deutschen). Als Kritzelei kommt Krimskrams auch im Schwedischen vor. Auch das Norwegische kennt dieses Wort.
Entsprechende Begriffe existieren auch in anderen Sprachen, etwa im Englischen (odds and ends).